# Coupe de France 1984/85
Het seizoen 1984/85 was het 68e seizoen van de Coupe de France in het voetbal. Het toernooi werd georganiseerd door de Franse voetbalbond.
Dit seizoen namen er 3983 clubs deel (278 meer dan de record deelname uit het vorige seizoen). De competitie ging in de zomer van 1984 van start en eindigde op 8 juni 1985 met de finale in het Parc des Princes in Parijs. De finale werd gespeeld tussen Association Sportive de Monaco (voor de zesde keer finalist) en Paris Saint-Germain (voor de derde keer finalist). AS Monaco veroverde voor de vierde keer de beker door Paris Saint-Germain met 1-0 te verslaan.
Als bekerwinnaar vertegenwoordigde AS Monaco Frankrijk in de Europacup II 1985/86.

## Uitslagen

### 1/32 finale
De 20 clubs van de Division 1 kwamen in deze ronde voor het eerst in actie. De wedstrijden werden op 9 en 10 februari gespeeld.
| Winnaar             | Uitslag      | Verliezer                  |
| ------------------- | ------------ | -------------------------- |
| AS Monaco           | 2-1          | Amiens SC                  |
| Paris Saint-Germain | 0-0 ns (8-7) | Montpellier La Paillade SC |
| Lille OSC           | 4-0          | Stade Laval                |
| Toulouse FC         | 1-0          | US Orléans                 |
| RC Paris            | 1-0          | ES Viry-Châtillon          |
| FC Nantes           | 4-1 nv       | Chamois Niort FC           |
| AS Saint-Étienne    | 1-0          | Tours FC                   |
| FC Sochaux          | 3-2 nv       | FC Martigues               |
| CS Sedan-Mouzon     | 1-0          | ES La Rochelle             |
| AS Nancy            | 2-0          | FC Annecy                  |
| FC Rouen            | 2-1          | SM Caen                    |
| FC Valence          | 2-1          | AS Beauvais-Marissel       |
| FC Mulhouse         | 3-0          | US Moissy-Cramayel         |
| Olympique Nîmes     | 3-1          | FC Villefranche            |
| RC Lens             | 2-0          | AS Brest                   |
| SEC Bastia          | 4-2 nv       | RC Strasbourg              |

| Winnaar             | Uitslag      | Verliezer            |
| ------------------- | ------------ | -------------------- |
| RCFC Besançon       | 1-0          | FC Cronenbourg       |
| Le Havre AC         | 4-1          | AS Libourne          |
| Girondins Bordeaux  | 6-1          | CS Cheminots Thouars |
| Clermont FC         | 2-2 ns (4-3) | Gazélec FCO Ajaccio  |
| Red Star Paris      | 1-1 ns (7-6) | Stade Compiègne      |
| FC Sète             | 1-0          | AS Corbeil Essonnes  |
| OGC Nice            | 2-0          | Sporting Toulon Var  |
| AS Mantes           | 2-1 nv       | SO Maine             |
| US Maubeuge         | 4-1 nv       | SA Épinal            |
| Pau FC              | 1-0          | Stade Quimper        |
| Stade Rennes        | 2-0          | AEP Bourg-La Roche   |
| Olympique Marseille | 1-1 ns (4-1) | US Senlis            |
| Brest Armorique     | 3-1          | Olympique Lyon       |
| AS Cannes           | 3-2 nv       | FC Antibes           |
| Stade Français 92   | 2-1          | AS Plouhinec         |
| FC Metz             | 0-0 ns (4-3) | AJ Auxerre           |

### 1/16 finale
De heenwedstrijden op 8 en 9 maart gespeeld, de terugwedstrijden op 11 en 12 maart.
 * = eerst thuis 
| Winnaar             | Uitslag  | Verliezer            |
| ------------------- | -------- | -------------------- |
| AS Monaco           | 0-0, 5-0 | RCFC Besançon *      |
| Paris Saint-Germain | 2-2, 2-1 | Le Havre AC *        |
| Lille OSC           | 1-3, 5-1 | Girondins Bordeaux * |
| Toulouse FC         | 2-1, 3-1 | Clermont FC *        |
| RC Paris *          | 3-0, 1-1 | Red Star Paris       |
| FC Nantes *         | 6-0, 2-1 | FC Sète              |
| AS Saint-Étienne    | 2-1, 4-1 | OGC Nice *           |
| FC Sochaux          | 3-0, 8-1 | AS Mantes *          |

| Winnaar           | Uitslag  | Verliezer           |
| ----------------- | -------- | ------------------- |
| CS Sedan-Mouzon   | 3-1, 1-1 | US Maubeuge *       |
| AS Nancy          | 1-0, 3-0 | Pau FC *            |
| FC Rouen          | 0-0, 2-0 | Stade Rennes *      |
| FC Valence *      | 1-0, 0-2 | Olympique Marseille |
| FC Mulhouse *     | 3-0, 0-2 | Brest Armorique     |
| Olympique Nîmes * | 3-1, 0-1 | AS Cannes           |
| RC Lens *         | 4-0, 0-0 | Stade Français 92   |
| SEC Bastia        | 1-3, 2-0 | FC Metz *           |

### 1/8 finale
De heenwedstrijden werden op 9 april gespeeld, de terugwedstrijden op 16 april.
 * = eerst thuis 
| Winnaar             | Uitslag  | Verliezer         |
| ------------------- | -------- | ----------------- |
| AS Monaco           | 3-0, 1-0 | CS Sedan-Mouzon * |
| Paris Saint-Germain | 1-2, 4-0 | AS Nancy *        |
| Lille OSC *         | 2-1, 0-0 | FC Rouen          |
| Toulouse FC *       | 7-0, 3-0 | FC Valence        |

| Winnaar          | Uitslag  | Verliezer       |
| ---------------- | -------- | --------------- |
| RC Paris *       | 2-1, 2-1 | FC Mulhouse     |
| FC Nantes *      | 1-1, 2-1 | Olympique Nîmes |
| AS Saint-Étienne | 1-1, 2-1 | RC Lens *       |
| FC Sochaux       | 2-0, 5-1 | SEC Bastia *    |

### Kwartfinale
De heenwedstrijden werden op 10 (Monaco-RC Paris) en 11 mei gespeeld, de terugwedstrijden op 17 en 21 mei (Lille-St.Étienne).
 * = eerst thuis 
| Winnaar               | Uitslag  | Verliezer          |
| --------------------- | -------- | ------------------ |
| AS Monaco *           | 3-0, 3-0 | RC Paris           |
| Paris Saint-Germain * | 1-0, 1-0 | FC Nantes          |
| Lille OSC             | 0-1, 2-0 | AS Saint-Étienne * |
| Toulouse FC *         | 2-0, 3-3 | FC Sochaux         |

### Halve finale
De heenwedstrijden werden op 31 mei (PSG-Toulouse) en 1 juni gespeeld, de terugwedstrijden op 4 juni.
 * = eerst thuis 
| Winnaar             | Uitslag           | Verliezer     |
| ------------------- | ----------------- | ------------- |
| AS Monaco *         | 2-0, 0-1          | Lille OSC     |
| Paris Saint-Germain | 0-2, 2-0 ns (5-3) | Toulouse FC * |

### Finale
|             |                      |       |                     |                                                                             |
| 8 juni 1985 | AS Monaco            | 1 – 0 | Paris Saint-Germain | Parc des Princes, Parijs Toeschouwers: 45.711 Scheidsrechter: Gérard Biguet |
| 8 juni 1985 | Bernard Genghini 14' |       |                     | Parc des Princes, Parijs Toeschouwers: 45.711 Scheidsrechter: Gérard Biguet |

1917/18 · 1918/19 · 1919/20 · 1920/21 · 1921/22 · 1922/23 · 1923/24 · 1924/25 · 1925/26 · 1926/27 · 1927/28 · 1928/29 · 1929/30 · 1930/31 · 1931/32 · 1932/33 · 1933/34 · 1934/35 · 1935/36 · 1936/37 · 1937/38 · 1938/39 · 1939/40 · 1940/41 · 1941/42 · 1942/43 · 1943/44 · 1944/45 · 1945/46 · 1946/47 · 1947/48 · 1948/49 · 1949/50 · 1950/51 · 1951/52 · 1952/53 · 1953/54 · 1954/55 · 1955/56 · 1956/57 · 1957/58 · 1958/59 · 1959/60 · 1960/61 · 1961/62 · 1962/63 · 1963/64 · 1964/65 · 1965/66 · 1966/67 · 1967/68 · 1968/69 · 1969/70 · 1970/71 · 1971/72 · 1972/73 · 1973/74 · 1974/75 · 1975/76 · 1976/77 · 1977/78 · 1978/79 · 1979/80 · 1980/81 · 1981/82 · 1982/83 · 1983/84 · 1984/85 · 1985/86 · 1986/87 · 1987/88 · 1988/89 · 1989/90 · 1990/91 · 1991/92 · 1992/93 · 1993/94 · 1994/95 · 1995/96 · 1996/97 · 1997/98 · 1998/99 · 1999/00 · 2000/01 · 2001/02 · 2002/03 · 2003/04 · 2004/05 · 2005/06 · 2006/07 · 2007/08 · 2008/09 · 2009/10 · 2010/11 · 2011/12 · 2012/13 · 2013/14 · 2014/15 · 2015/16 · 2016/17 · 2017/18 · 2018/19 · 2019/20 · 2020/21 · 
2021/22 · 2022/23 · 2023/24 · 2024/25 ·